# یوردخانی
یوردخانی یک خاندان و فامیلی از ایل اصانلو بوده که از پیوستن دو واژه ترکی یورد(سرزمین و وطن) و خان (رئیس، رهبر) ساخته شده و به معنی شاه وطن یا خان سرزمین است که دارای دو طایفه اردوخانی و  شیرخانی می باشند که حسن خان و حسین خان یوردخانی از با نفوذ ترین افراد طایفه یوردخانی بوده اند.شغل اصلی آنها کشاورزی و دامپروری بوده و قشلاق این خاندان روستاهای شهر گرمسار و ییلاق آنها منطقه لزور فیروزکوه بوده است.
خاندان بزرگ و میهن‌پرست یوردخانی یکی از تیره‌های قوم اصانلو افشار  می‌باشند که در زمان سلطنت آقا محمد خان قاجار به دلیل دلاوری و شجاعت در جنگ میهن‌پرستی و مهارت در سوارکاری و خصلت جنگاوری و قشون دار بودن  توسط ایشان برای حفاظت از سرحدات کشور و پایتخت جدید قاجاریه و بنا به سفارش شاهان قبل از آقا محمد خان برای تضعیف این قوم خاص یعنی  اوصانلو به سراسر کشور( کنشلو،چاپشلووچوزکلو در شرق و شمال شرقی ترامشلو ،جورابلو و میراخورلی در مرکز و شمال قزللو ،خالقلو در غرب و یوردخانلو و قباقلو در اطراف دریاچه ارومیه  مستقر شدند و مقداری به خوار ورامین انتقال پیدا کردند و اعزام شدند که این قوم مقداری از سر حدات شمال شرق و شرق  تا سر حدات  مرکزی تا شمال غرب ،جنوب غرب و غرب را پوشش دادند تا در مقابل افغانها و ترکمن ودر مرکز در مقابل طبرستان و در غرب با عثمانی و شورشیان کورد و اعراب مبارزه نمایند (که مقداری از قوم اوصانلو  در زمان او به تهران یعنی خوار تهران که گرمسار فعلی و دشتهای بالا و پایین آن هست منتقل می‌شود) و مازندارن که توسط ترکمن‌ها مورد تاخت و تاز قرار می‌گرفته؛ به آن نواحی اعزام و در همان‌جا سکنی می‌گزینند.ولی خاستگاه ورورد اصلی آنها اطراف شرقی و غربی دریاچه ارومیه میباشد 
درآمار ایلات و طوایف ایران ()، طایفة اصانلوی استان تهران به ۱۰ تیره به نامهای قباقلو، قزللو، کنشلو، جوزکلو، چاپشلو، یوردخانلو، ترامش لو، جورابلو، خالقلو و میرآخورلو تقسیم شده است (). این سند دربارة منبع کتبی یا شفاهی این نمودار و چگونگی به دست آوردن تیره‌های این طایفه توضیح و اطلاعی نمی‌دهد.
همچنین در تاریخ افشار سیستانی؛ اصانلوهای استان تهران به ۱۲ طایفه به نامهای قباخلو، قزللو، کنشلو، چوزوکلو، چاپشلو، یوردخانی - یوردخانلو، ترامشلو، جمورابلو، خالقلو و میرآخورلو -میراخوری، رشملو، اسدی و ایدینلو تقسیم شده است. برخی از این طوایف با طایفه دیگر ادغام گردیده مثل آدین لو در ترامشلو و تیره‌های جدید نیز از این طایفه‌ها منشعب شده است که از مهمترین آنها می‌توان به جلیلی ها ،  زرین کمرها، داستانیها، امیری‌ها و ... اشاره کرد که از قباخلوها منشعب گردیده‌اند.
ریشه‌های تاریخی واژه اصانلو 
اُصانْلو، یا اُصالو، نام گروهی از اقوام ترک زبان ایران. نام این گروه در متنهای تاریخی به صورتهای گوناگون اوسالو ()، اوصالو ()، اسانلو، آسانلو () و اوصانلو () نیز آمده است. احتمالاً نام این گروه قدیمی ومیهن پرست ترک در گذر زمان و کثرت استعمال از صورت اسا - لو یا اصا - لو به صورت آسان - لو، یا اصان - لو (با افزودن «ن» میانجی پیش از پسوند نسبت «لو»، قس: ه د، اینالو، قوم) درآمده، و اکنون به صورت اصانلو شهرت عام یافته است.
خاستگاه قومی‌
از خاستگاه قومی اصالو یا اصانلو و زمان آمدن این گروه ترک به ایران اطلاعی در دست نیست.
```
در گزارشی مربوط به افشارهای حاکم اورمیه به یکی از ملتزمان امیر تیمور گورکانی (
تیمور لنگ
) به نام 
گرگین بیک اوصالو
 اشاره شده است که امیر تیمور این 
سرکردة افشار اوصالو
 را برای سرکوب کردها و عشایر شورشی اورمی، در ۸۰۲ هجری به 
حکومت اورمیه‌
 گماشت (
[
۸
]
). پس از او دو فرزندش ،
الامه سلطان اوصالو
 و 
یادگار سلطان اوصالو
، یکی پس از دیگری 
حکومت اورمیه‌
 را در دست گرفتند که در تاریخ ارومیه از آنها به نیکی و مردمداری یاد شده است. اینها اولین اجداد ثبت شده تاریخی قوم بزرگ اصانلو هستند. (
[
۹
]
). گرگین بیک را از طایفة اصانلوی وابسته به افشار، و آنها را «افشار اصالو» دانسته‌اند (
[
۱۰
]
).
```

از این دو روایت چنین بر می‌آید که اصانلوها قبلاً به احتمال، از اقوام ترک‌ِ پیوسته به ایل افشار (ه م) بوده، و از سدة ۷ هجری در ایران به سر می‌برده‌اند. بعدها، اصانلوها با مهاجرت به حوزه‌های جغرافیایی - فرهنگی مختلف ایران و همسایگی و همزیستی با گروه‌های قومی و زبانی دیگر، مانند لر و کرد و فارس و مازندرانی، و گشودن باب پیوندهای زناشویی با اعضای گروه‌های غیرخودی، بسیاری از ویژگیهای قومی، فرهنگی و زبانی خود را با ویژگیهای فرهنگی و زبانی قومهای دیگر تبادل کردند همچنان که افشاریه از این قوم بسیار تأثیر گرفته است.
پراکندگی جغرافیایی‌
حوزة جغرافیایی و قلمرو زیست اصانلو، به سبب پراکندگی طایفه‌ها و تیره‌های آن، دقیقاً مشخص نیست. بنابر اسناد تاریخی، از جمله تاریخ افشار ()، گروهی از اصانلوها به هنگام حکومت خاندان گرگین بیک احتمالاً در آذربایجان می‌زیستند و وابسته به افشارهاو ملتزمان دربار و حاکمان منصوب افشاریه بوده‌اند؛ گروه بزرگی از اصانلوها هم هنگامی که امامقلی سلطان اوسالو، حکومت گاورود کردستان‌ را در دست داشت، همراه طایفة ارشلوی افشار، در ۹۹۵ه/ ۱۵۸۷م، اواخر سلطنت خدابنده، در اطراف اصفهان اقامت داشتند ().
```
شاخه‌ای از افشار اوصالو هم در نزدیک قزوین (
[
۱۲
]
) و خمسه زنجان می‌زیستند. این شاخه از افشاراصانلو، به ظاهر همانهایی هستند که آقا محمدخان قاجار آنها را به سبب شجاعت و مهارت بالا در سوارکاری و جنگاوری برای محافظت از سرحدات پایتخت جدید (تهران) به خوار (گرمسار کنونی) (
[
۱۳
]
) و خانوارهایی از آنها را نیز برای دفاع در مقابل ترکمنان سرکش و یاغی به مازندران فرستاد (
[
۱۴
]
).
```

نقش قوم اصانلو در انقلاب مشروطیت
انقلاب مشروطیت ایران یکی از بزرگترین رخدادهای تاریخ معاصر ایران محسوب می‌گردد که تأثیرات فراوانی را در وضعیت و رخدادهای بعد از خود و تا به امروز ایران برجای گذاشته است. در کتابهای تاریخی یک قرن اخیر عمدتاً نقش مردم تبریز، گیلان و بختیاری‌ها در انقلاب مشروطیت برجسته شده است و نقش سایر مردم کشور در سایه قرار گرفته است. هرچند آنان سهم عمده‌ای در وقوع و پیروزی مشروطیت داشتند ولی مردم دیگر مناطق کشور نقش مهمی در ادامه و حمایت و حفاظت از انقلاب داشتند. در ابتدای بحث لازم است خلاصه‌ای در خصوص علل و عوامل وقوع انقلاب مشروطیت بیان شود و سپس به چگونگی ورود و نقش ایل اصانلو در آن اشاره می‌شود.
در ۱۴ مرداد سال ۱۲۸۵ هجری شمسی مظفرالدین شاه قاجار بر اثر فشار مردم، فرمان مشروطیت را امضاء کرد ولی پس از مدت کوتاهی درگذشت و محمدعلی شاه به سلطنت رسید. محمدعلی شاه از ابتدای حکومت خود با مشروطیت به سرسختی مخالفت می‌کرد.
پس از واقعه انفجار در مسیر حرکت محمدعلی شاه به دوشان تپه، در ۲۳ جمادی الاول سال ۱۳۲۶ ه ق به دستور محمدعلی شاه، قزاقان به ریاست بالکونیک لیاخوف روسی، مجلس را محاصره و به توپ بستند. پس از سرکوب مشروطه خواهان در تهران، محمدعلی شاه انجمن‌های ایالتی و ولایتی را در سراسر کشور تعطیل کرد. در نتیجه اقدامات محمدعلی شاه بر علیه مشروطه خواهان، آن‌ها در شهرهای مختلف از جمله تبریز، اصفهان، رشت و تنکابن بر علیه شاه، قیام نمودند. محمدعلی شاه که مقاومت مردم را دید، اجباراً در تاریخ ۱۴ ربیع الاول سال ۱۳۲۷ ه. ق اعلان مشروطیت نمود ولی در انجام انتخابات مجلس مسامحه می‌کرد. مجاهدین گیلان که دیدند شاه به تعهدات خود عمل نکرد به ریاست سپهدار اعظم به طرف تهران حرکت نمودند و پس از تصرف قزوین به سمت تهران حرکت کردند[].
```
سردار اسعد بختیاری
 هم با مجاهدان بختیاری به طرف تهران حرکت کرد. سپهدار اعظم و سردار اسعد در شب ۲۴ جمادی الثانی ۱۳۲۷ قمری به تهران وارد شدند و اکثر شهر را به تصرف درآوردند. در روز جمعه ۲۷ جمادی الثانی، محمدعلی شاه چون نتوانست در مقابل آزادیخواهان مقاومت نماید، با جمعی از طرفداران خود به سفارت روس پناهنده شد و از آنجا به روسیه فرار کرد[
[
۱۶
]
].
```

در این زمان ایل اصانلو به دلیل اختلافات داخلی به دو گروه تقسیم شده بودند. عده‌ای به سرکردگی رشیدالسلطان (فرزند سیف‌اله خان) به حمایت از محمدعلی شاه و عده دیگری به فرماندهی آقارضاخان اصانلو به حمایت از مشروطه خواهان برخاستند.
```
برای ریشه یابی علل حمایت ایل اصانلو از انقلاب مشروطه، باید چند سالی به عقب برگردیم. به گفته آقای چنگیز قباخلو از آگاهان محلی در حدود سال ۱۳۰۹ ه ق یکی از افراد سیف‌اله خان شاهزاده دیهیم_مالک روستای امیرآباد_ را کتک زد. شاهزاده دیهیم نیز به دربار شکایت می‌کند. دربار نیز که نمی‌خواست خودش را مستقیماً با [ خوانین اصانلو ] درگیر نماید، برای تضعیف قدرت سیف‌اله خان (از سرکردگان ایل اصانلو)، برخی سران طوایف ایل اصانلو را به مخالفت با سیف‌اله خان پدر رشیدالسلطان. تحریک کردند و در این راستا 
علیخان اصانلو
 که بعدها به 
علیخان سرتیپ
 معروف شد را به سرکردگی ایل اصانلو منصوب کرد. در این هنگام افراد ایل اصانلو در ییلاق مستقر بودند، سیف‌اله خان از ییلاق به طرف امامزاده جعفر ورامین حرکت کرد تا با کمک دوستان خود، حکم سرکردگی علیخان را لغو نماید، ولی با پیگیری علیخان سرتیپ، سیف‌اله خان و پسرش دستگیر و در پیشوای ورامین زندانی شدند و سیف‌اله خان در زندان به قتل می‌رسد. بدینسان نطفه اختلاف در بین طوایف ایل اصانلو بسته شد.
```

در زمان فرار محمدعلی شاه به روسیه و پس از صف آرایی مشروطه خواهان و سلطنت طلبان (طرفداران محمدعلی شاه) در تهران، اختلاف بین طوایف اصانلو مجدداً شعله‌ور شد. رشیدالسلطان - فرزند سیف‌اله خان - که در سبزوار بود، در سلک طرفداران محمدعلی شاه درآمد و پسر عَمش آقارضاخان در خوار (گرمسار) به صف بختیاری‌های حامی مجاهدین و مشروطه خواهان پیوست.
بعد از فوت عضدالملک - نائب السلطنهٔ احمدشاه- در ۱۷ رمضان سال ۱۳۲۸ ه. ق و تعیین ناصرالملک به عنوان نیابت سلطنت توسط مجلس، در برخی از نقاط کشور شورش‌هایی برپا شد. این شورش‌ها عمدتاً توسط حامیان محمدعلی شاه مخلوع و به منظور تضعیف مشروطه خواهان و زمینه سازی برای ورود محمدعلی شاه به کشور و سقوط مشروطه خواهان صورت می‌گرفت. از جمله نایب حسین کاشی با هفتصد سوار راه میان اصفهان و قم را میدان تاخت و تاز قرار داده بود[] در این زمان مسعودالملک به دستور سپهدار اعظم، ولیخان (برادرزاده رشیدالسلطان) که همواره با رضاخان اصانلو درگیر بود را در خوار (گرمسار) دستگیر و با ۱۸ تن از اتباعش به تهران آورد. رشید السلطان در ۲۴ جمادی الاخر ۱۳۲۹ ه ق، روسای ادارات سبزوار را دستگیر و حبس کرد و از سبزوار به تهران تلگراف کرد که اگر آن‌ها [برادرزاده اش و ۱۸ نفر دیگر] را رها کردید که هیچ، والا حاکم و اجزای ادارات را که در حبس من می‌باشند خواهم کشت و از اینجا تا تهران را خواهم چاپید. دولت مشروطه خواهان به دلیل عدم همراهی نیروهای نظامی خراسان مجبور شد که آن‌ها را رها کند و نتیجه آن جسارت رشید السلطان شد[]. رشیدالسلطان مبالغ هنگفتی از مردم ولایت سبزوار، امین مالیه و مباشران مالیاتی دریافت کرد. همراهی حاکم سبزوار و پسرش با رشیدالسلطان، او را در اخذ مالیات و رسیدن به اهدافش کمک کرد[].
رشیدالسلطان در سال ۱۲۸۹ شمسی در ورامین علم عصیان بلند کرده و با همکاری جمعی از اشرار با قشون دولتی که برای حفظ نظم و امنیت فرستاده بودند، به جنگ پرداخته بود[]. از جمله افرادی که رشیدالسلطان را برای شورش در ورامین تحریک می‌کردند، می‌توان از شیخ محمود ورامینی و حاجی علی اکبر عرب نام برد که پس از برکناری محمدعلی شاه از سلطنت، در زرگنده در پناه سفارت روسیه قرار گرفته بودند[]. رشیدالسلطان ارادت خاصی به محمدعلی شاه داشت و در دوره‌ای که محمدعلی شاه به روسیه پناهنده شده بود، رشیدالسلطان حمایت بی حد و اندازه‌ای از شاه می‌کرد.
حمایت آقارضاخان اصانلو از انقلاب مشروطه
در تیرماه ۱۲۹۰ شمسی پس از شکست رشیدالسلطان از نیروهای دولتی مابین شاهرود و دامغان، رشیدالسلطان سبزوار را به طرف خوار ترک کرد. در منطقه خوار گروه مشروطه خواه ایل اصانلو به سرکردگی آقارضاخان اصانلو (پسرعم رشیدالسلطان) همراه با افراد ایل بختیاری آماده مقابله و رویارویی با رشیدالسلطان و یارانش بودند[]. آن‌ها به سرکردگی آقارضاخان، مانع بزرگی برای حضورش در این منطقه بودند[].
رضاخان خواری [اصانلو] پسر عم رشیدالسلطان که سالها بین او و رشیدالسلطان در باب ریاست ایل اصانلو گفتگو [اختلاف] بود و در دوره مشروطیت ریاست ایل اصانلو را به رضاخان داده بودند. در این زمان در خوار (گرمسار امروزی) ولیخان برادرزاده رشیدالسلطان، در ایل همیشه بر ضد رضاخان اقدام می‌نمود[].
با ورود رشیدالسلطان به خوار و جمع‌آوری و سازماندهی افراد ایل اصانلوی هواخواهش، صف آرایی و زد و خورد بین اصانلوها و بختیاری‌های حامی مشروطه با افراد رشیدالسلطان آغاز شد. یکی از این درگیری‌ها در روستای یاتری علیا رخ داده است. بختیاری‌های حامی مشروطیت که از تهران برای سرکوبی رشیدالسلطان به خوار اعزام شده بودند، با چهار عراده توپ در روی قلعه یاتری مستقر شده بودند، رشیدالسلطان نیز که در کوره آجرپزی اطراف روستای مذکور پناه گرفته بود، به طرف بختیاری‌ها تیراندازی می‌کند. بختیاری‌ها کوره آجرپزی را به توپ می‌بندند ولی رشیدالسلطان زنده می‌ماند و با هوادارانش عقب‌نشینی می‌کنند و مجبور می‌شوند از طریق رودخانه حبله رود به طرف فیروزکوه حرکت نمایند. پس از آن درگیری‌ها به ابتدای دره رودخانه حبله رود، در شمال گرمسار کشیده شد. در این رویارویی علیرغم تلاش و مقاومت رشیدالسلطان و یارانش، به دلیل حمایت شدن اصانلوهای مخالف وی از سوی بختیاری‌ها و مجاهدین اعزامی از مرکز، قوای رشیدالسلطان ناچار به عقب‌نشینی می‌شوند[].
```
آقارضا خان اصانلو، یکی از نوادگان رضاسلطان اصانلو که سرکردگی ایل اصانلو را برعهده داشته است، چون به صف مشروطه خواهان و آزادیخواهان پیوسته بود، توانست تعدادی از افراد ایل اصانلو (نظیر پسردایی خود رشیدالسلطان) و دیگر طوایف بومی را که از محمدعلی شاه مخلوع حمایت می‌کردند را در حد فاصل روستای بنکوه و کبوتردره طی جنگی شکست داده و ضمن تعقیب نامبرده و طی جنگ دیگری در روستای ارجمند فیروزکوه مجدداً شکست داده و با حداقل توان و ضعف وی را به وادار به عزیمت به منطقه آلاشت مازندران گردانید[
[
۲۶
]
].
```

ورود محمدعلی شاه به ایران و تشدید درگیریهای مشروطه خواهان و مستبدین
محمدعلی شاه مخلوع در سال ۱۳۲۹ قمری با نام مستعار خلیل بغدادی و به همراه هفت نفر از شاهزادگان که یکی از شاهزاده‌ها شجاع السلطنه بود با تغییر لباس و شکل از خاک روسیه وارد ایران شدند و در روز ۲۳ رجب سال ۱۳۲۹ قمری وارد استرآباد شد[] او پس از جمع‌آوری نیرو و امکانات در پنجم شعبان ۱۳۲۹ به طرف اشرف (بهشهر) حرکت کرد. محمدعلی شاه در دهم شعبان وارد ساری شد.
در این زمان سردارارشد (ارشدالدوله) که شوهر عمة محمد علی شاه بود، با اردوئی که عبارت از چهار هزار نفر تراکمه و غیره بود، از طریق گرگان به قصد تصرف تهران حرکت کرد و شاهرود و دامغان را گرفت. به گزارش مورخ ۲۰ مرداد ۱۲۹۰ شمسی (۱۷ شعبان ۱۳۲۹ ق) وزارت امور خارجه انگلیس، سردار ارشد و رشیدالسلطان با هم متحد شدند و سردار ارشد به سمنان در ۱۲۰ مایلی طرف مشرق تهران رسید[] و پس از غارت سمنان به طرف تهران حرکت کرد[]. شایان ذکر است در این زمان عباس خان شکوهی (از سران ایل پازوکی) از خوانین بانفوذ گرمسار به مشروطه خواهی گرایش می‌یابد. وی در جنگ ده نمک همراه با آقارضاخان اصانلو در برابر نیروهای ارشدالدوله ایستادگی می‌کند ولی به دلیل کمبود امکانات شکست خورده و در پیشوا به سپاه مشروطه خواهان می‌پیوندد و با شکست دادن ارشد الدوله به سمت تهران حرکت می‌کند و به صف مشروطه خواهان می‌پیوندد.
جنگ ده نمک
نیروهای ارشدالدوله پس از غارت سمنان به سمت تهران حرکت کردند. آنها در تاریخ ۲ شهریور ۱۲۹۰ شمسی پیش قراولان نیروهای دولتی به فرماندهی ضیغم السلطنه را در ده نامه]ده نمک[ نزدیکی آرادان شکست دادند[] و وارد آرادان شدند[]. در این درگیری تعدادی از افراد ایل اصانلو (گروه حامیان مشروطه) در اردوی نیروهای دولتی حضور داشتند. منابع تاریخی تعداد نیروهای ارشدالدوله را بین دو تا سه هزار نفر ذکر کرده‌اند[].
به نوشته نوش آذر اسدی، آقارضاخان اصانلو در جنگ ده نمک با ارشدالدوله دستگیر و سپس در امامزاده جعفر پیشوا زندانی می‌شود[].